# Joan Minguell i Soriano
Joan Minguell (Barcelona, 1950) és un cineasta i director de fotografia català, encara que també ha exercit com a director.

## Trajectòria
Va aprendre l'ofici de la fotografia del seu pare, Joan Minguell i Vilasaló (1925–2000), va treballa als estudis de publicitat del fill de Ricard de Baños i de Royal films . Com a foquista " Mi querida señorita" de Jaime de Armiñan (nominada als Oscars del 1972 . El 1972 va debutar al cinema com a segon operador de José Antonio de la Loma a Timanfaya (Amor prohibido), i també treballà per Ignacio F. Iquino Gonzalo Herralde (1975), Lluís Josep Comeron, Francesc Bellmunt, Joan Bosch ,Antoni Ribas, Josep Maria Forn i Vicente Aranda a pel·lícules prou conegudes com L'orgia (1978), La ciutat cremada, Ocaña, (1975), Companys, procés a Catalunya (1979) o La muchacha de las bragas de oro (1979, Vicente Aranda).
Va debutar com a director de fotografia el 1973 amb curtmetratges com Mototriunfo i El català a l'escola. De 1973 a 1975 fou corresponsal esportiu de TVE als Estats Units. El 1981 va fer de director de fotografia del seu primer llargmetratge, La quinta del porro, de Francesc Bellmunt, i el mateix any va dirigir-ne la seqüela, La batalla del porro, de la que també en fou guionista.
Posteriorment ha alternat la seva tasca de realizado publicitari amb productes internacionals. Director de fotografia i realizado amb el seu treball a Televisió de Catalunya, on ha estat director de fotografia i realizado de 1983 a 1996 i cap d'imatge des del 1996. i forman part de l'equip per l'alta definicio de tv3

## Filmografia
Com a director i guionista
Cuba le canta a Serrat
- La batalla del porro (1981)

Com a director de fotografia
Ocaña (1978) Ventura Pons
- La quinta del porro (1981)
- Escapada final (Scapegoat) (1983, de Carles Benpar).
- Escenes d'una orgia a Formentera (1994), de Francesc Bellmunt
- Forasters (2008) de Ventura Pons
- A la deriva (2009) de Ventura Pons
- Mil cretins (2011) de Ventura Pons

## Premis
Als VII Premis de Cinematografia de la Generalitat de Catalunya va rebre el premi al millor realitzador de vídeo per Catalunya.